# Universidade Flinders
A Universidade Flinders (em inglês: Flinders University ou The Flinders University of South Australia) é uma universidade localizada na Austrália Meridional, Austrália. Foi fundada em 1966 e seu nome é uma homenagem ao navegador britânico Matthew Flinders.